# Wendy Glazier
Wendy Glazier est une actrice canadienne anglophone (région de Toronto).
Elle est principalement connue dans le milieu de la websérie, pour incarner Theresa LeMay, un des principaux rôles de la websérie LGBT, Out With Dad maintes fois récompensée,,,.

## Filmographie

### Cinéma

#### Films
- 2009 : Son of the Sunshine : Guichetière de la banque (Bank Teller)
- 2014 : - The Hotel Dieu : Dawn

## Courts métrages
- 2012 - Green Apple : Amanda Wellington

### Internet

#### Webséries
- 2010/... - Out With Dad (inclus Vanessa's Story, Dir. : Jason Leaver) : Therese LeMay (Version doublée retransmise sur France 4 - V.F. : Catherine Davenier)[5]
- 2012-2013 - Clutch (S2E02, S2E06, S2E09) : Agatha

## Nominations et Distinctions
La série a obtenu les nominations et reçu les distinctions suivantes :

### 2012
3e Indie Soap Awards (2012) (un seul gagnant dans la même catégorie)
- Nominations[6] :
  - Meilleure Première Performance, tous (Best Breakthrough Performance (All shows)) pour " Out with Dad "

LA Web Series Festival 2012 (prix multiples dans la même catégorie)
- Award : Casting Remarquable dans un Drame (Outstanding Ensemble Cast in a Drama) pour " Out with Dad " :
  - Kate Conway, Will Conlon, Lindsey Middleton, Corey Lof, Laura Jabalee, Darryl Dinn, Jacob Ahearn, Wendy Glazier, Robert Nolan.

Academy of WebTelevision Awards
- Nomination : Meilleur Casting (Best Ensemble Performance) pour " Out with Dad "

## Liens Externes
- IMDB, Wendy Glazier
- Out with Dad, Casting